# Anaspis bohemica
Anaspis bohemica är en skalbaggsart som beskrevs av Friedrich Julius Schilsky 1898. Anaspis bohemica ingår i släktet Anaspis, och familjen ristbaggar. Arten är reproducerande i Sverige.